# Ivan Škrlec

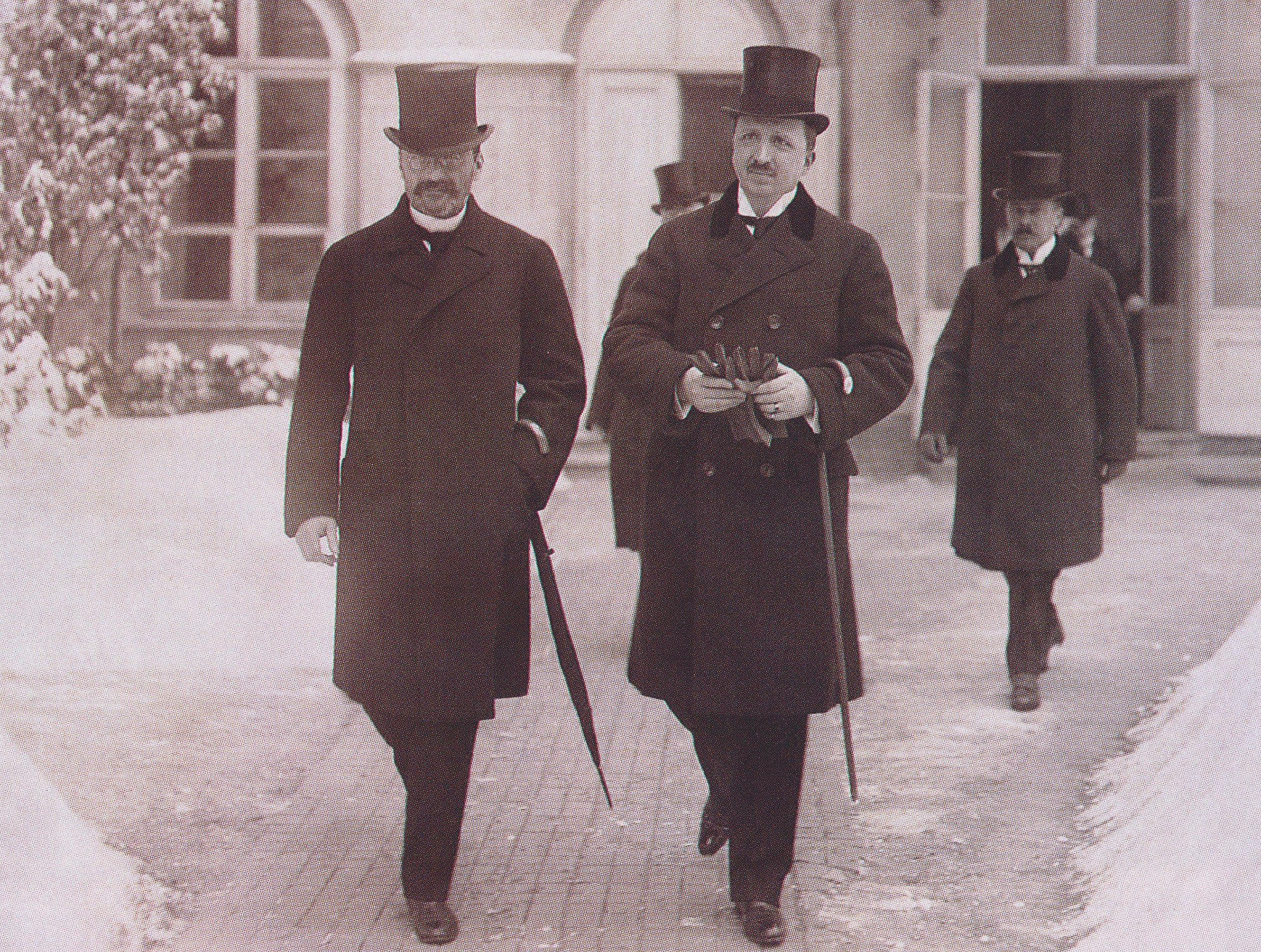
István Tisza und Iván Skerlecz de Lomnicza in Zagreb (Februar 1914)

Ivan Škrlec (* 30. Juli 1873 in Oroszló, (Komitat Baranya, Ungarn); † 12. Januar 1951 in Budapest) war ein kroatischer Politiker und Ban (Vizekönig) von Kroatien und Slawonien sowie Dalmatien in der Habsburgermonarchie.

## Leben
Ivan Škrlec war Sohn einer kroatischen Adelsfamilie. Der Sohn von Drago Karl Wilhelm Skerlecz de Lomnicza und seiner Frau Charlotta studierte in Pécs und Budapest Rechtswissenschaften. 1911 wurde er Ministerberater und mit der Entlassung von Slavko Cuvaj als kommissarischer Ban 1913 dessen Nachfolger, um die politische Situation zu beruhigen. Er vermittelte die Verhandlungen der Kroatisch-Serbischen Koalition mit dem ungarischen Ministerpräsidenten István Tisza, die zur Abschaffung des Ausnahmezustands führten. 1913 wurde er zum Ban ernannt und beeinflusste den Rückzug der sogenannten Eisenbahnpragmatik und Durchführung von Wahlen, nach denen die Kroatisch-Serbischen Koalition im Sabor die Mehrheit stellte. Nach dem Rücktritt von Tisza 1917 trat auch er als Ban zurück. Er vermählte sich am 21. Dezember 1918 in Budapest mit Amalia Lily Gutmann de Gelse et Beliscse (geb. 1882 in Nagykanizsa), deren erste Ehe mit dem ungarischen Bankier Baron Julius (Gyula) Madarassy-Beck (1873–1939) im Jahr 1913 geschieden worden war, und lebte seit dem Ende des Ersten Weltkriegs in Ungarn.